# Canisbay
Canisbay (Canasbaidh en gaélique (gd) ; Canisbay en scots (sco)) est un village d'Écosse, situé dans le council area du Highland et dans la région de lieutenance et ancien comté du Caithness.
Ce village est célèbre pour abriter (de manière administrative, sur le territoire de sa paroisse) le village de John o' Groats, à l'extrémité nord-est de l'Écosse et de toute la Grande-Bretagne continentale. Jean de Groot, le hollandais qui a donné son nom à John o' Groats, y est enterré. 
Une autre attraction touristique du village est la présence de quelques-uns des derniers cueilleurs de tourbe.

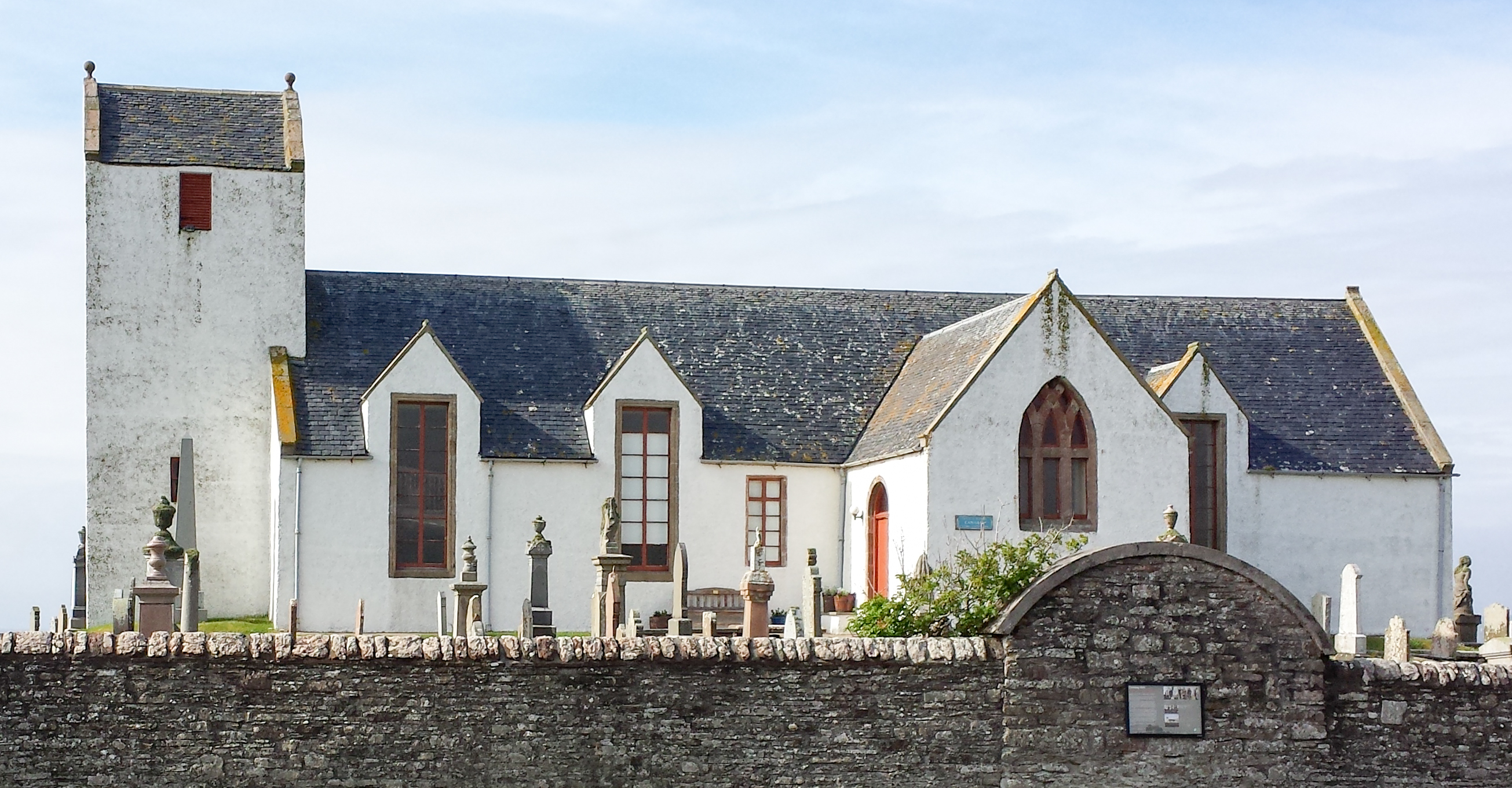
L'église paroissiale